# Vuelo 211 de US-Bangla Airlines
El vuelo 211 de US-Bangla Airlines  (BS211 / UBG211) fue un vuelo internacional de pasajeros de US-Bangla Airlines desde el Aeropuerto Internacional de Daca-Hazrat Shahjalal de Daca, en Bangladés, hasta el Aeropuerto Internacional Tribhuvan de Katmandú, en Nepal. El 12 de marzo de 2018, la aeronave que servía de vuelo, un Bombardier Dash 8 Q400, se estrelló en la maniobra de aterrizaje. Había 71 personas a bordo, 51 personas murieron, mientras que 20 sobrevivieron. El avión fue gravemente dañado por el fuego.
Una comisión designada por el Gobierno de Nepal investigó el accidente y emitió un informe que concluyó que la causa probable del accidente fue la desorientación del piloto y una pérdida de conocimiento de la situación por parte de la tripulación de vuelo. El informe fue criticado por la aerolínea y por el representante de Bangladés ante la comisión, que consideró que los controladores de tráfico aéreo del aeropuerto internacional de Tribhuvan en Katmandú no habían hecho su trabajo correctamente y podrían haber evitado el accidente.
Este es el primer accidente fatal que involucra a un avión de US-Bangla Airlines y el accidente más mortífero relacionado con un Bombardier Dash 8. También es el tercer accidente de avión más mortífero en la historia de Nepal, detrás de los accidentes del vuelo 311 de Thai Airways International y del vuelo 268 de Pakistan International Airlines, ambos en 1992. Es el octavo accidente fatal que involucra a una línea aérea de pasajeros en Nepal durante la última década, resultando en un total de 179 muertes.[cita requerida]

## Aeronave

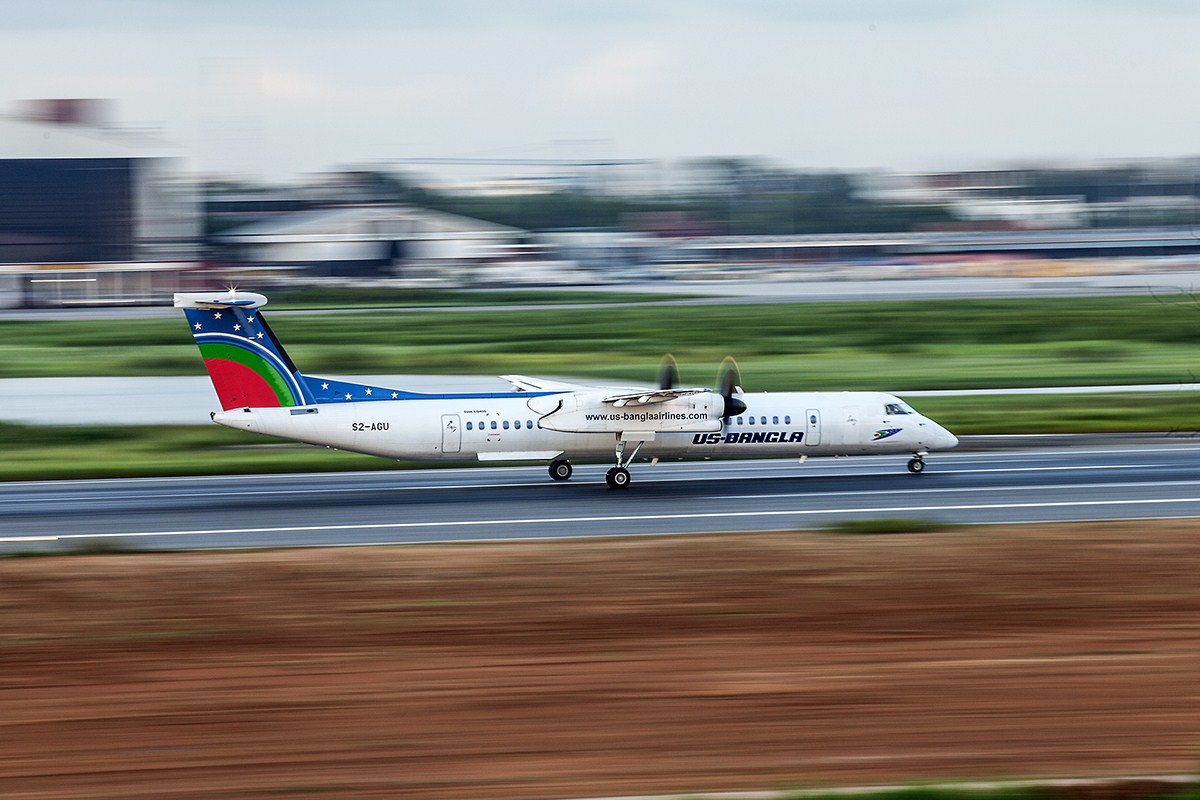
S2-AGU, el avión involucrado en el accidente en 2014, durante el despegue.

El avión accidentado era un Bombardier Dash 8 Q400 registrado S2-AGU. El avión se entregó por primera vez a Scandinavian Airlines en 2001, luego se vendió a Augsburg Airways en 2008 antes de ser vendido a US-Bangla Airlines en 2014. Ya había estado involucrado en otro incidente en 2015, cuando se salió del pista en Saidpur. No hubo heridos. La aeronave sufrió daños menores y volvió al servicio ocho horas después.

## Accidente
El vuelo partió de Daca, la capital de Bangladés a las 12:52 hora local (UTC 6:52), transportando a 67 pasajeros y 4 tripulantes, 71 personas en total, al Aeropuerto Internacional Tribhuvan en Katmandú, capital de Nepal. La salida y la etapa de crucero del vuelo transcurrieron sin incidentes.
Inicialmente, se dio permiso al avión para aterrizar en la pista 02, pero el avión procedió a aterrizar a través de la pista 20 (desde el lado opuesto). La torre luego dio permiso para aterrizar a través de la pista 20. La torre de control le preguntó a la tripulación por su intención, a lo que la tripulación respondió: "Me gustaría aterrizar en 02".
Los medios locales informaron que el vuelo había pasado el umbral de la pista 02 y, al parecer, aterrizó antes de estrellarse. Según los testigos, el avión no estaba alineado correctamente con la pista. Uno de los sobrevivientes notó que "el avión había comenzado a comportarse de manera extraña". Los trabajadores de tierra afirmaron que el avión se balanceó repetidamente. Mientras aterrizaba, se desvió, patinó fuera de la pista y se estrelló contra la valla perimetral del aeropuerto. Luego se deslizó y se estrelló en un campo de fútbol. Un sobreviviente recordó que, mientras el avión aterrizaba, se sacudió violentamente y se estrelló, seguido de fuertes explosiones. Después estalló en llamas cuando se rompieron los tanques de combustible. El avión se rompió en varias partes.
Los bomberos y los servicios de emergencia se desplegaron de inmediato. Los bomberos tardaron 15 minutos en apagar las llamas. Treinta y una personas fueron trasladadas a varios hospitales en Katmandú, muchas de ellas gravemente heridas. Los trabajadores de rescate encontraron inmediatamente ocho cuerpos en el sitio del accidente. Otra operación de búsqueda y rescate encontró 32 cuerpos más. 51 personas murieron en el accidente; de estos, 40 personas murieron en la escena, mientras que otros once fueron declarados muertos en el hospital. El aeropuerto estuvo cerrado durante tres horas debido al accidente.

## Pasajeros y tripulación

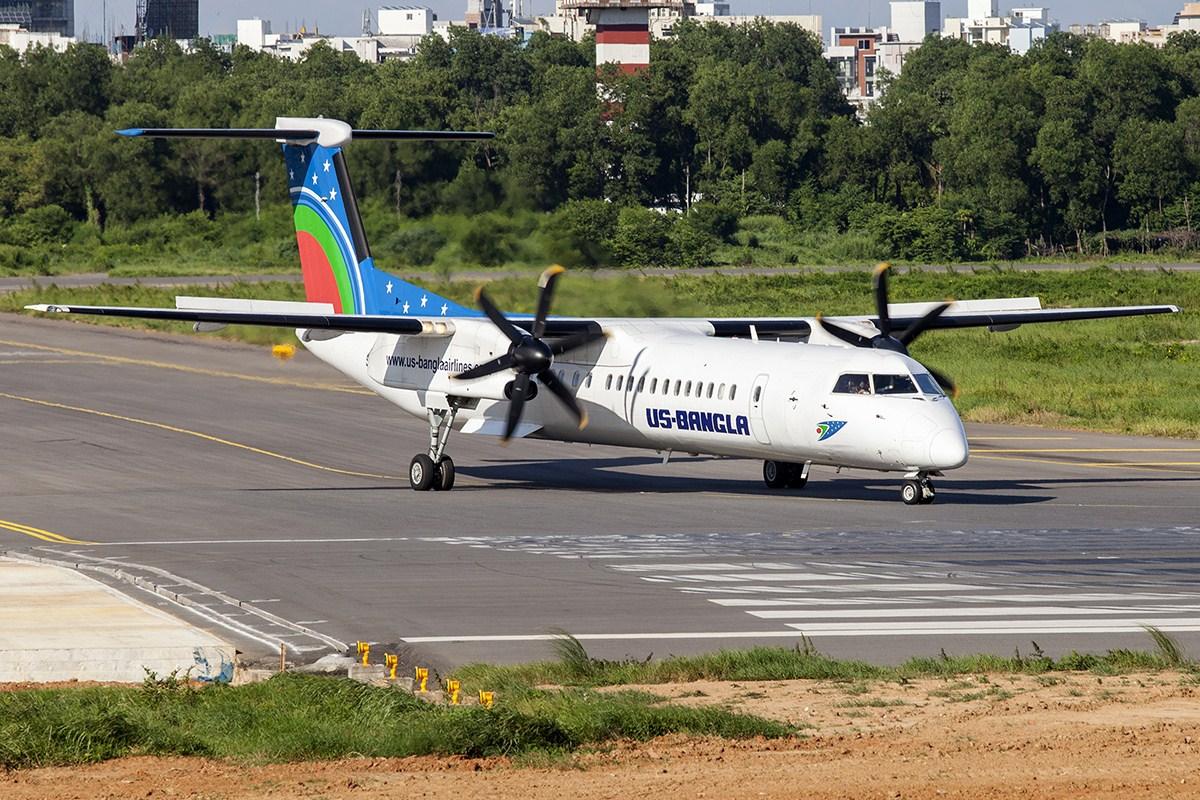
S2-AGU, el avión involucrado en el accidente en 2014.

| Nacionalidad | Pasajeros | Tripulación | Total |
| ------------ | --------- | ----------- | ----- |
| Nepal        | 33        | 0           | 33    |
| Bangladés    | 32        | 4           | 36    |
| China        | 1         | 0           | 1     |
| Maldivas     | 1         | 0           | 1     |
| Total        | 67        | 4           | 71    |

## Investigación
El primer ministro de Nepal, Khadga Prasad Oli, visitó inmediatamente el lugar del accidente para observar y monitorear las operaciones de rescate. Posteriormente ordenó una investigación sobre el accidente.
Una grabación de la conversación entre el piloto y el control de tráfico aéreo minutos antes del accidente, sugiere un malentendido sobre la dirección de aproximación que le había sido autorizada al avión para aterrizar.
Después del accidente, el Gobierno de Nepal formó una Comisión de Investigación de Accidentes de Aeronave para determinar la causa y las circunstancias del accidente. La comisión de seis miembros también contó con la asistencia del Capitán Salahuddin Rahmatullah, jefe del Grupo de Investigación de Accidentes de Aeronave de la Autoridad de Aviación Civil de Bangladés, y Nora Vallée, investigadora principal de la Junta de Seguridad en el Transporte de Canadá, donde el avión fue fabricado.
La comisión emitió un informe preliminar el 9 de abril de 2018. El informe era una breve sinopsis del accidente y decía que la aeronave había aterrizado 1.700 metros por la pista 20 en dirección suroeste antes de salir de la pista. Dijo que las grabadoras de voz y datos de vuelo de la cabina se habían recuperado y se habían enviado a la Junta de Seguridad del Transporte de Canadá para su análisis junto con otros componentes de la aeronave.
El 27 de agosto de 2018, el periódico Kathmandu Post de Nepal informó que una fuente había filtrado detalles de la investigación oficial aun en curso. La fuente dijo que la comisión planeaba culpar del accidente al capitán Abid Sultan, y dijo que fumaba continuamente en la cabina, le mintió a la torre de control durante el aterrizaje y se comportó de manera errática. La aerolínea y el representante de Bangladés ante la comisión desestimaron el informe del periódico como "infundado", afirmando que la historia estaba llena de información falsa, diseñada para hacer que la aerolínea y sus empleados se vieran mal.
El informe final de la investigación publicado el 27 de enero de 2019 concluyó que la desorientación del piloto y la falta de conciencia de la situación llevaron al accidente (pág. 40).

Cuando analizamos la conversación en la grabadora de voz de la cabina, nos quedó claro que el capitán estaba albergando un estrés mental severo. También parecía fatigado y cansado debido a la falta de sueño; lloraba en varias ocasiones. 
- Informe final de accidente de la Autoridad de Aviación Civil de Nepal.

El informe también muestra que Sultan hizo múltiples declaraciones abusivas hacia una joven piloto a la que había entrenado y que había cuestionado su reputación como instructor. Su relación fue un tema importante de discusión durante todo el vuelo. También habló de un rumor de que él y el piloto en prácticas se habían involucrado en una relación extramarital, lo que lo había obligado a renunciar a la compañía. Al contar esto, lloró y se preguntó en voz alta dónde podría encontrar otro trabajo y afirmó que había estado tan preocupado que no había dormido la noche anterior. Los registros muestran que Rashid, la copiloto, que estaba en su primer vuelo a Katmandú y mostró interés por aprender en cada etapa del vuelo, escuchó pasivamente la historia de Sultan durante todo el vuelo.
El único representante de Bangladés en el panel de investigación criticó públicamente el informe final y dijo que dejaba de lado el hecho de que los controladores de tráfico aéreo en el aeropuerto no cumplieron con sus funciones correctamente. Dijo que los controladores podrían haber brindado asistencia de navegación a los pilotos una vez que se hizo evidente que estaban desorientados, pero no lo hicieron. Dijo que si los controladores lo hubieran hecho, el accidente podría haberse evitado.

## Dramatización
Este accidente fue representado en la serie de televisión canadiense Mayday: Catástrofes Aéreas, titulado Descenso sobre Katmandú transmitido en National Geographic Channel.